# رومان فيليبوف
رومان نيكولايفيتش فيليبوف (بالروسية: Рома́н Никола́евич Фили́пов) هو طيار عسكري روسي ولد في يوم 13 أغسطس 1984 في مدينة فورونيج في روسيا، اشتهر هذا الطيار بتفجير نفسه بعد أن تمكنت قوات هيئة تحرير الشام من قصف طائرته من نوع سوخوي سو-25 في محافظة إدلب في سوريا في 3 فبراير شباط 2018 ليقوم بتفجير نفسه قبل وصول قوات المعارضة له وأصبح بطل قومي بعد منحه وسام بطل الاتحاد الروسي.